# Igor Raykhelson
Igor Raykhelson (Russisch: Игорь Райхельсон, Igor Rajchelson) (Sint-Petersburg, 24 april 1961) is een in de Verenigde Staten woonachtige Russisch componist en pianist.
Op vijftienjarige leeftijd werd hij toegelaten aan het Sint Petersburg Conservatorium; hij ging er pianolessen volgen, zowel op het gebied van klassieke muziek als op het gebied van jazz. Jazz bleek destijds de boventoon te voeren toen hij zijn eigen kwartet "The Emerging Star" oprichtte. Hij ging verder in de jazz, toen hij in 1979 naar New York vertrok om daar verdere piano-opleiding te volgen. Naast zijn opleiding speelt hij met een aantal bekende jazzmusici, waraonder Eddie Gomez en Joe Lock. Hij verwaarloosde zijn klassieke achtergrond echter niet. Eén van zijn voorbeelden is Joeri Basjmet; deze inspireerde hem zo, dat hij een aantal composities schreef met Basjmet in zijn achterhoofd. Een aantal van onderstaande composities laat een mix van klassieke muziek en jazz horen; anderen zijn in te delen bij de lichte klassieke muziek.

## Oeuvre
- 1999: Jazzsuite voor altviool, saxofoon en orkest;
- 1999: Fantasie voor piano en strijkorkest
- 1999: Prelude voor cello en piano
- 2000: Moderne romace voor saxofoon, piano, kamerorkest en jazzcombo
- 2000: Concert voor viool, altviool, piano en kamerorkest
- 2000: Concerto – Fantasie voor twee pianos
- 2001: Sonnet voor viool en piano
- 2001: Cellosonate in a-mineur
- 2002:Adagio voor altviool en orkest;
- première 12 april 2003; Carnegie Hall met solist Joeri Basjmet
- 2002: Mirage voor cello en piano
- 2002: Pianokwartet; hommage aan Robert Schumann
- 2003 (september): Reflections voor viool (of dwarsfluit), altviool en strijkorkest
  - première november 2003 in Hongkong
- 2003: Pianotrio nr .1, hommage aan Sergej Rachmaninov
- 2003: Pianokwintet
- 2003: Destination road voor viool, klarinet en piano
- 2004: Symfonie nr. 1 “Romantisch Gedicht”
  - (1): Alla Waltz; (2) Scherzando; (3): Adagio; (4) Allegro
  - première: 26 februari 2006, Bahama's; Nassau kamermuziekfestival;de Moskou Solisten onder leiding van Joeri Bashmet;
- 2004:Fantasie voor piano, saxofoon en orkest
- 2004: Pianotrio nr. 2 in b-mineur
- 2005: Symfonie nr. 2 “Kleine symfonie voor strijkorkest”
- 2005: Klarinetconcert
- 2005; Fantasiesuite op thema’s van oorlogsliederen
- 2005: Pianosonate in f-mineur
- 2005: Vijf korte stukken voor piano
- 2005: Sonate voor viool en piano in a/mineur
- 2006: Mirage, voor altviool en strijkorkest
- 2006: Twee stukken voor hobo, fagot en piano
- 2006:Jazzsuite voor altviool, saxofoon en piano
  - (1) Thema; (2) Fusion; (3) Jazzwals “Take three”, (4) Fuga; (5) Swing; (6) Consolation; (7) Finale
  - première 22 februari 2006, Lincoln Centre, New York
- 2007: Elegie voor viool en strijkers (of viool en piano).
- 2007: Pianoconcert in g-mineur; opgedragen aan Yefim Bronfman
  - Première januari 2007 Grote Zaal van het Moskou Conservatorium
- 2007: Altvioolconcert in A-Majeur; opgedragen aan Joeri Basjmet
- 2007: Vioolconcert in c-mineur